# Lijst van Belgische adelsverheffingen 1913
Personen die in 1913 in de Belgische adel werden opgenomen of een adellijke titel verkregen.

## Burggraaf
- Théophile de Lantsheere (1833-1918), erfelijke adel en de titel burggraaf, overdraagbaar bij eerstgeboorte.

## Baron
- ridder Camille de Borman, de titel baron, overdraagbaar bij eerstgeboorte.

## Jonkheer
- Louis Empain, verheffing (baron in 1921)
- René de Meren (Antwerpen, 14 februari 1835 - Sint-Joost-ten-Node, 1915), advocaat, erkenning (uitgedoofd in 1921)
- Odon de Meren (Antwerpen, 1 maart 1841 - Brussel, 24 april 1920), voorzitter van het hof van beroep in Brussel, erkenning (uitgedoofd in 1920)
- Gustave de la Roche, erkenning, erfelijke adel (uitgedoofd)